# Musabani
Musabani là một thị trấn thống kê (census town) của quận Purbi Singhbhum thuộc bang Jharkhand, Ấn Độ.

## Nhân khẩu
Theo điều tra dân số năm 2001 của Ấn Độ, Musabani có dân số 33.892 người. Phái nam chiếm 52% tổng số dân và phái nữ chiếm 48%. Musabani có tỷ lệ 67% biết đọc biết viết, cao hơn tỷ lệ trung bình toàn quốc là 59,5%: tỷ lệ cho phái nam là 76%, và tỷ lệ cho phái nữ là 58%. Tại Musabani, 12% dân số nhỏ hơn 6 tuổi.